# Ricardo Legorreta

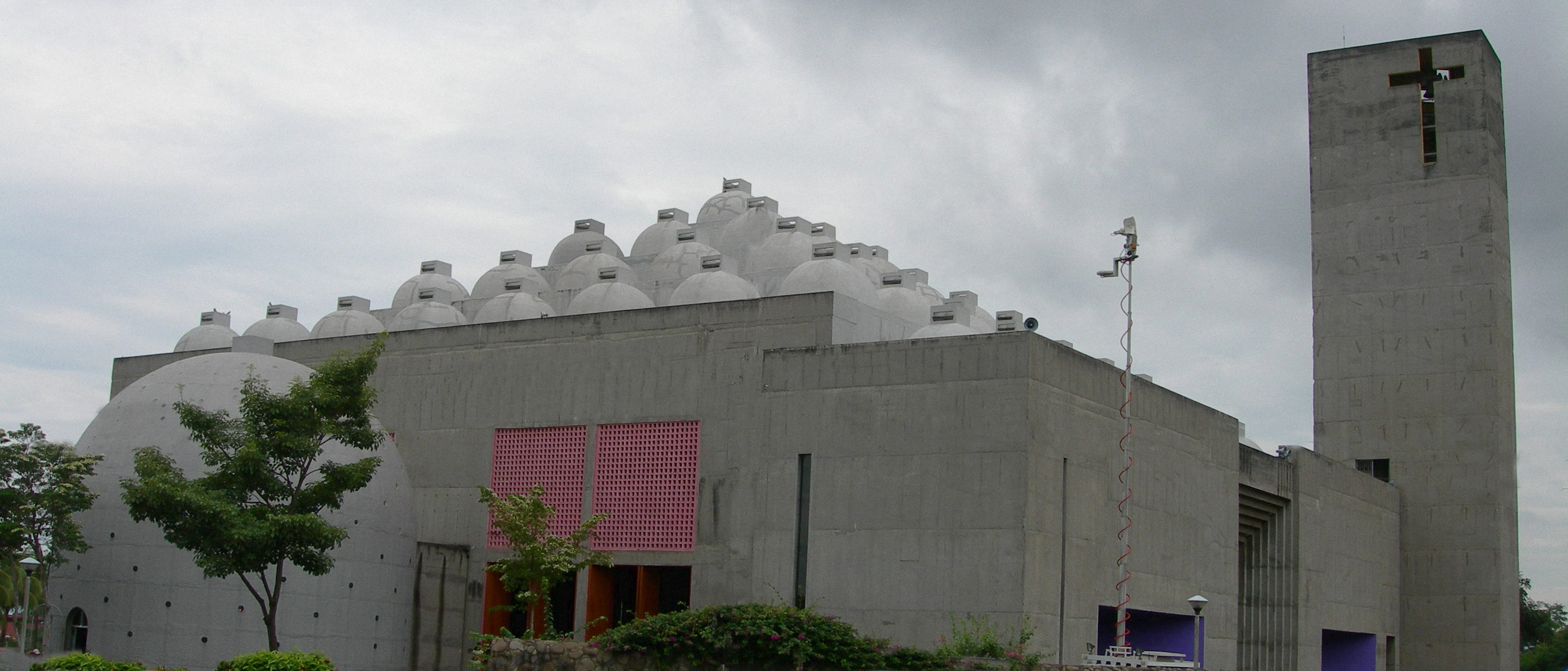
Eglise bâtie en 1993 par Ricardo Legorreta

Ricardo Legorreta Vilchis est un architecte mexicain, né à Mexico le 7 mai 1931, mort le 30 décembre 2011. Il a étudié l'architecture à l'université nationale autonome du Mexique. Il est un disciple de Luis Barragán.
Il a reçu la prestigieuse médaille d'or de l'UIA en 1999. Il reçoit le prix Praemium Imperiale 2011.